# Kabinett Andreotti VII
Das italienische Kabinett Andreotti VII wurde am 12. April 1991 durch Ministerpräsident Giulio Andreotti gebildet und befand sich bis zum 27. Juni 1992 im Amt. Es löste das sechste Kabinett Andreotti ab und wurde durch das erste Kabinett Amato abgelöst.

## Kabinett
Dem Kabinett gehörten folgende Minister an:
| Amt                                                                                          | Name                  | Parlamentsmandat        | Anmerkungen |
| -------------------------------------------------------------------------------------------- | --------------------- | ----------------------- | --- |
| Ministerpräsident                                                                            | Giulio Andreotti      | Senato della Repubblica | seit 13. April 1991 zugleich kommissarischer Minister für staatliche Beteiligungen sowie kommissarischer Minister für kulturelles und ökologisches Erbe                         |
| Vize-Ministerpräsident                                                                       | Claudio Martelli      | Camera dei deputati     | Beginn der Amtszeit am 13. April 1991 |
| Minister ohne Geschäftsbereich für den öffentlichen Dienst                                   | Remo Gaspari          | Camera dei deputati     | Beginn der Amtszeit am 13. April 1991 |
| Minister ohne Geschäftsbereich für die Koordinierung der Gemeinschaftspolitik                | Pier Luigi Romita     | Camera dei deputati     | Beginn der Amtszeit am 13. April 1991 |
| Minister ohne Geschäftsbereich für Sondermaßnahmen in Süditalien                             | Calogero Mannino      | Camera dei deputati     | |
| Minister ohne Geschäftsbereich für die Koordinierung des Zivilschutzes                       | Nicola Capria         | Camera dei deputati     | Beginn der Amtszeit am 13. April 1991 |
| Ministerin ohne Geschäftsbereich für soziale Angelegenheiten                                 | Rosa Russo Iervolino  | Senato della Repubblica | Beginn der Amtszeit am 13. April 1991 |
| Minister ohne Geschäftsbereich für Angelegenheiten der Regionen und institutionelle Probleme | Mino Martinazzoli     | Camera dei deputati     | Beginn der Amtszeit am 13. April 1991 Die Funktion lautete zunächst regionale Angelegenheiten sowie seit dem 3. Mai 1991 institutionelle Reformen und regionale Angelegenheiten |
| Minister ohne Geschäftsbereich für die Probleme städtischer Gebiete                          | Carmelo Conte         | Camera dei deputati     | Beginn der Amtszeit am 13. April 1991 |
| Ministerin ohne Geschäftsbereich für Italiener im Ausland und Einwanderung                   | Margherita Boniver    | Camera dei deputati     | Beginn der Amtszeit am 13. April 1991 |
| Minister ohne Geschäftsbereich für die Beziehungen zum Parlament                             | Egidio Sterpa         | Camera dei deputati     | Beginn der Amtszeit am 13. April 1991 |
| Außenminister                                                                                | Gianni De Michelis    | Camera dei deputati     | |
| Innenminister                                                                                | Vincenzo Scotti       | Camera dei deputati     | |
| Justizminister                                                                               | Claudio Martelli      | Camera dei deputati     | |
| Minister für den Haushalt und Wirtschaftsplanung                                             | Paolo Cirino Pomicino | Camera dei deputati     | |
| Finanzminister                                                                               | Rino Formica          | Camera dei deputati     | |
| Schatzminister                                                                               | Guido Carli           | Senato della Repubblica | |
| Verteidigungsminister                                                                        | Virginio Rognoni      | Camera dei deputati     | |
| Minister für öffentlichen Unterricht                                                         | Riccardo Misasi       | Camera dei deputati     | |
| Minister für öffentliche Arbeiten                                                            | Giovanni Prandini     | Senato della Repubblica | |
| Minister für Landwirtschaft und Forsten                                                      | Giovanni Goria        | Camera dei deputati     | |
| Verkehrsminister                                                                             | Carlo Bernini         | kein Parlamentsmandat   | |
| Minister für Post und Telekommunikation                                                      | Carlo Vizzini         | Camera dei deputati     | |
| Minister für Industrie, Handel und Handwerk                                                  | Guido Bodrato         | Camera dei deputati     | |
| Minister für Arbeit und Sozialversicherung                                                   | Franco Marini         | kein Parlamentsmandat   | |
| Außenhandelsminister                                                                         | Vito Lattanzio        | Camera dei deputati     | |
| Minister für die Handelsmarine                                                               | Ferdinando Facchiano  | Camera dei deputati     | |
| Minister für staatliche Beteiligungen                                                        | Giulio Andreotti      | Senato della Repubblica | kommissarische Amtsführung seit 13. April 1991 |
| Gesundheitsminister                                                                          | Francesco De Lorenzo  | Camera dei deputati     | |
| Minister für Tourismus und Veranstaltungen                                                   | Carlo Tognoli         | Camera dei deputati     | |
| Minister für kulturelles und ökologisches Erbe                                               | Giulio Andreotti      | Senato della Repubblica | kommissarische Amtsführung seit 13. April 1991 |
| Umweltminister                                                                               | Giorgio Ruffolo       | Senato della Repubblica | |
| Minister für Universitäten, wissenschaftliche Forschung und Technologie                      | Antonio Ruberti       | kein Parlamentsmandat   | |